# Луб'янка (Сватівський район)
Луб'я́нка — село в Україні, у Білокуракинській селищній громаді Сватівського району Луганської області.
Площа села 668,3 га. Селом тече річка Біла, права притока Айдару (басейн Сіверського Дінця).

## Назва
За переказами, у селі на кручі був збудований княжий вітряк, покритий зверху і оббитий із боків лубом. Він простояв до 1967 року. Тож на відміну від водяного млина, цю прозивали «луб'яною».

## Історія
На території села знайдені могильники кочових народів VII—X століть. Курганні поховання та кам'яні баби свідчать про привабливість високого крутих крейдяних пагорбів у вигині річки Біла (притока Айдару) для кочових народів того часу.
Село було засноване вихідцями з Лівобережної України в 1686 році. На початку XVIII століття, після азовських походів Петра I ці землі були віддані князю Борису Куракіну. Його син Олександр Куракін займався освоєнням цих земель в 1730-1760-х роках, розводив на цих землях овець та велику рогату худобу, давав притулок кріпакам-утікачам з України та Росії.
1804 року на хуторі по правому березі річки Біла налічувалось 36 дворів.
З 1917 — у складі УНР. З 1920 — стабільний комуністичний режим. У 1921 року село стало центром сільської ради. 1927 року 27 найбіднішими селянськими родинами організований перший в районі спільний обробіток землі СОЗ «Радянське село». Того ж року держава дала йому в кредит 2 трактори, молотарку, косарку, снопов'язалку і 3 пароконні ходи. 1930 року організовано 3 колгоспи: «імені Чубаря» (голова Третяк Давид Петрович), «П'ятикутна зірка» (голова Гнатенко Сергій Григорович), «Свобода» (голова Жадан Гордій Якович). 1932 року вони були об'єднані в один колгосп «Москва—Донбас».
Під час Голодомору 1932—1933 років за архівними даними в селі комуністи замучили голодом 98 осіб — переважно дітей та старих людей.
1934 року на базі колгоспу «Москва—Донбас» (голова Жадан Григорій Федорович) виокремили колгосп «імені VII з'їзду рад» (голова Жадан Василь Якович). 1937 року введена в експлуатацію залізниця Москва — Донбас.
У роки німецько-радянської війни село було окуповане німецько-італійськими військами з 9 липня 1942 по 19 січня 1943 року. За час німецької окупації селян відправляли на вантаження піску в Олексіївському кар'єрі, на роботи до Третього рейху. Під час Острогозько-Россошанської наступальної операції частинам Південно-Західного фронту Червоної армії була поставлена задача вийти 18 січня 1943 року на лінію Шахове — Нагольна — Дем'янівка — Грицаївка — Гайдуківка. 19 січня 1943 року бійці 172 стрілецької дивізії і 115 танкової бригади зайняли село. 175 односельців загинули в роки війни, 138 з них занесено до Книги пам'яті України.
1943 року колгоспи поновили роботу, весняно-польові роботи проходили у важких умовах ручної праці. У 1950 році господарства села об'єднали в один колгосп імені Тимірязєва (голова Жадан Василь Якович). 11 серпня 1954 року указом Президії Верховної Ради УРСР Лубенська сільська рада увійшла до складу Олексіївської сільської ради.

## Населення
Населення становить 337 особи, 186 дворів.
1885 року на колишньому державному хуторі Білокуракинської волості Старобільського повіту мешкало 1102 особи, було 150 дворових господарства. У 1914 році в селі проживало 1950 осіб.

## Вулиці
У селі існують вулиці: Залізнична, Зарічна, Підгірна, Радянська, Трет'яка Миколи, Шкільна, провулок Жовтневий.

## Економіка
До війни в селі працював молокозавод районного підпорядкування (директор Опаренко Василь Якович), куди колгоспи району здавали на переробку молоко. У 1957 році молокозавод був переведений до Білокуракиного, поблизу залізничної станції.
Упродовж 1957—1963 року біля залізничної станцій Луб'янка 17 дистанція Південної залізниці (Валуйки) організувала 2 кар'єри з видобутку каменю і випалювання вапна. 25 робітників працювало на 2 печах з випалювання вапна. Весь будівельний матеріал відправляли залізницею.
1950 року два господарства села об'єднали в один колгосп «імені Тимірязєва» (голова Жадан Василь Якович). Колгосп об'єднав на той час 356 дворів і 491 осіб працездатного населення. За ним держава закріпила 5338 га земельних угідь (2982 га власне рілля).
У 1958 році колгосп «імені Тимірязєва» приєднали до колгоспу «імені Леніна» в Олексіївці. Він об'єднав 663 двори, 889 працездатних чоловік та 10 323 га землі (з них 5605 га ріллі). Головою став Костянтин Пилипович Ільченко. У 1963 році колгосп перейменували на «Шлях Леніна». Через 3 роки, у 1966 році колгосп «імені Тимірязєва» знов стає самостійним. Провідною галуззю колгоспу було тваринництво, ВРХ (червона степова порода).
Керівники колгоспу:
- 1950—1955 — Жадан Василь Якович.
- 1958—1963 — Ільченко Костянтин Пилипович.
- 1963—1966 — Носуля Іван Васильович.
- 1966—1968 — Каркавенко Олексій Іванович.
- 1968—1978 — Зубарєв Юрій Захарович.
- 1978—1984 — Заїка Марія Марківна.
- 1985—1998 — Світличний Микола Пилипович.

У селі створено кілька фермерських господарств, відкрито 3 приватні магазини.

## Транспорт
Розташоване за 6 км від райцентру, у селі розташовується зупинна платформа Луб'янка на лінії Валуйки — Кіндрашівська-Нова, найближча станція Чумбур за 3 км. З районним центром зв'язує асфальтований автошлях.

## Культура
На початку 1960-х років селяни збудували власними силами клуб з місцевого каменю й обклали цеглою. Завідувачкою клуба була Павелко Антоніна Максимівна. Село славилося своїми талантами — хоровий і танцювальний сільські колективи виступали на обласній сцені.
У 1986—1988 роках колгосп збудував для молодих спеціалістів та працівників господарства 20 будинків.
День села відмічають в першу неділю жовтня.

### Школа
У 1895 році поблизу церкви була збудована церковнопарафіяльна школа. 1914 року відкрита 7 річна однокласна земська школа.
З 1961 року в школі було запроваджене восьмирічне навчання. 1 вересня 1988 року була відкрита нова школа, збудована силами Білокуракинського ПМК під керівництвом Гапочки Миколи Михайловича. З 1988 року поряд зі школою функціонувала шкільна оранжерея, яка з 1997 року переобладнана в шкільну газову котельню. З 1989 року в школі було запроваджене дев'ятирічне навчання. Функціонують 6 навчальних кабінетів, спортзал, актовий зал, їдальня, майстерня, комп'ютерний клас. Станом на 2013 рік в Луб'янській загальноосвітній школі навчається 42 учнів в 11 класах, кількість персоналу становить 12 чоловік, директор Світлична Галина Василівна.

## Пам'ятники
У 1976—1977 роках у центрі села, на місці сучасної школи, власним коштом односельці звели пам'ятник-монумент воїнам Великої Вітчизняної війни 175 прізвищами тих, що загинули в роки війни. У фундамент вмонтована капсула із землею з Мамаєвого кургану, що її привіз директор школи Жадан Никифор Якович. 1985 року пам'ятник було перенесено на високу кручу (85 м), де до того часу стояв вітряк.

## Церква
Кам'яна церква була збудована у 1892 році на кошти прихожан за проектом архітектора В. Х. Немкіна. Перше богослужіння відбулося на свято Івана Хрестителя. Зруйнована.

## Визначні особистості
- Бунчужний Євдоким Микитович — свинар колгоспу колгоспу «імені VII з'їзду рад», учасник Всесоюзної виставки досягнень народного господарства.

## Цікаві місця
На північно-західній околиці села на місці кар'єру з знаходиться цікава геологічна пам'ятка природи місцевого значення Кисилівські оголення.